# 西成暴動

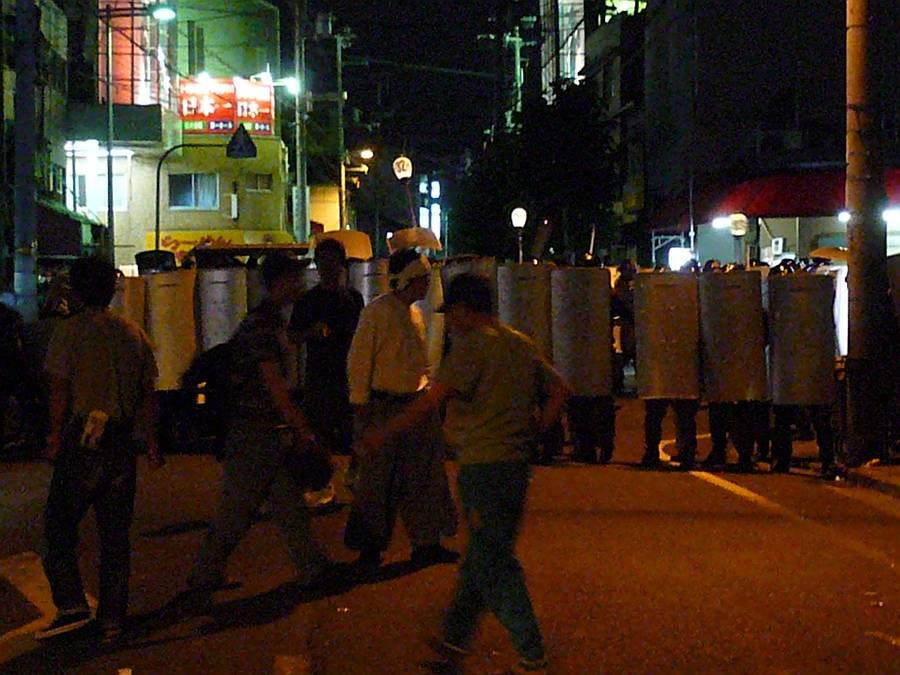
第24次暴動（2008年6月）

西成暴動（にしなりぼうどう）とは、大阪府大阪市西成区のあいりん地区（通称釜ヶ崎）で日雇い労働者が起こした暴動の総称。釜ヶ崎暴動ともいう。

## 概要
暴動の現場となっているあいりん地区は、東京の山谷などとともにドヤ街（寄せ場）として有名な地域である。
日雇い労働者の労働条件は決して良くはなく、手配師及びそれらを束ねる暴力団などにピンハネされるなど、鬱積した感情が高まっており、暴動発生の温床となっていた。最初の暴動は1961年に発生している。その頃の暴動は、ある意味「自然発生的」な暴動事件であった。
そして1970年代に入ると、 日本の新左翼が窮民革命論を掲げてドヤ街に乗り込み、日雇い労働者を煽動するようになった。第9次暴動から第21次暴動までの13件の暴動は70年代前半に集中している。その頃になると扇動者による計画的な暴動になってきている。
1973年6月の第21次暴動を最後に17年間の空白があったが、1990年に第22次暴動が発生した。平成時代に入って日本で起きた最初の暴動事件であった。
1992年の第23次暴動から16年経った2008年、第24次暴動が発生した。

## 各暴動一覧

### 1961年
- 第1次暴動（1961年8月1日-8月5日）
日雇い労働者がタクシーに轢かれた交通事故の処理を巡って発生した暴動。最初の西成暴動である。8月1日から4日にかけて労働者と警官隊が衝突して1人が死亡、約600人が負傷した[1]。

### 1963年
- 第2次暴動（1963年5月17日-5月19日）
夜間作業の求人が意外に少なかったことに端を発する暴動。
- 第3次暴動（1963年12月31日-1964年1月5日）
求人が思ったよりも少なかった事に端を発する暴動。

### 1966年
- 第4次暴動（1966年3月15日）
立ち飲み屋の支払いを巡るトラブルで、日雇い労働者が警察に連行されたことに端を発する暴動。
- 第5次暴動（1966年5月28日-5月30日）
火事の現場にいた野次馬が暴徒化した事件。
- 第6次暴動（1966年6月21日-6月23日）
パチンコ屋の店員と日雇い労働者が喧嘩したことに端を発する暴動。
- 第7次暴動（1966年8月26日）
果物屋でのトラブルに端を発する暴動。

### 1967年
- 第8次暴動（1967年6月2日-6月8日）
飲食店で支払った代金を巡るトラブルに端を発する暴動。店の備品のほとんどを破壊した。

### 1970年
- 第9次暴動（1970年12月30日）
年末で求人が激減したことに端を発する暴動。ちなみに新左翼活動家による越年闘争が始まるのは、この後からである。

### 1971年
- 第10次暴動（1971年5月25日-5月30日）
夜間作業の求人に来ていた業者とのトラブルに端を発する暴動。新左翼活動家がこの暴動に介入し騒ぎを大きくした。
- 第11次暴動（1971年6月13日-6月17日）
簡易宿所の管理人が玄関に寝ていた日雇い労働者をどかそうとしたことに端を発する暴動。
- 第12次暴動（1971年9月11日-9月15日）
果物屋の店員が酔っ払っていた日雇い労働者を転倒させたことに端を発する暴動。果物屋が焼打ちされた。

### 1972年
- 第13次暴動（1972年5月1日-5月2日）
釜ヶ崎メーデーで逮捕された被疑者の釈放を求めた暴動。新左翼活動家がこの暴動に介入し騒ぎを大きくした。
- 第14次暴動（1972年5月28日-5月31日）
労働組合員と手配師との喧嘩に端を発する暴動。
- 第15次暴動（1972年6月28日-7月3日）
第14次暴動の検挙者の釈放を求めた新左翼活動家とそれに煽動された日雇い労働者による暴動。
- 第16次暴動（1972年8月13日-8月16日）
釜ヶ崎共闘会議（釜共闘）と右翼団体とのトラブルに端を発する暴動。
- 第17次暴動（1972年9月11日-9月15日）
新装開店したパチンコ屋が、機械の故障でただちに閉店したことに端を発する暴動。
- 第18次暴動（1972年10月3日-10月4日）
病院職員と日雇い労働者とのトラブルに端を発する暴動。
- 第19次暴動（1972年10月10日-10月11日）
釜共闘と手配師とのトラブルに端を発する暴動。

### 1973年
- 第20次暴動（1973年4月30日-5月1日）
ゴールデンウィーク中の求人減に不満を抱く日雇い労働者が釜共闘に煽動されて起こした暴動。
- 第21次暴動（1973年6月14日-6月30日）
酔っ払い同士の喧嘩に端を発する暴動。

### 1990年
- 第22次暴動（1990年10月2日-10月7日）
あいりん地区を管轄する西成警察署の署員が、暴力団から賄賂を貰ったことが発覚したことに端を発する暴動。

### 1992年
- 第23次暴動（1992年10月1日-10月3日）
大阪市が行っていた資金貸付を、資金が尽きたことを理由に中止したことに端を発する暴動。

### 2008年
- 第24次暴動（2008年6月13日-6月17日）
飲食店の支払いを巡るトラブルで、日雇い労働者が警察に連行されたことに端を発する暴動。21世紀に入って初めての暴動である。